# Mondo Atlantico
Col termine Mondo Atlantico si intendono le interazioni storiche tra popoli ed imperi che confinavano con l'Oceano Atlantico dall'inizio dell'età delle scoperte agli inizi del XIX secolo.
La storia atlantica è stata divisa in tre differenti contesti: la storia transatlantica, ovvero la storia internazionale del mondo atlantico, la storia circo-atlantica ovvero la storia transnazionale del mondo atlantico e la storia cis-atlantica ad indicare la storia specifica nel contesto atlantico.
La tratta atlantica degli schiavi continuò sino al XIX secolo anche se il commercio internazionale l'aveva in gran parte abolita dal 1807 con l'esempio della Gran Bretagna. La schiavitù si concluse ufficialmente nel 1865 negli Stati Uniti, nel 1888 in Brasile e nel 1886 a Cuba. Per certi versi la storia del "mondo atlantico" culmina nelle "Rivoluzioni atlantiche" della fine del XVIII secolo e dell'inizio del XIX secolo.
La storiografia del mondo atlantico, nota come storia atlantica, ha avuto una notevole fortuna dagli anni '90 del Novecento in poi.

## Geografia
Il Mondo Atlantico comprende le storie dell'Europa, dell'Africa e delle Americhe. Viaggiare via terra era difficile e costoso e pertanto già dall'inizio dell'epoca moderna iniziò uno sviluppo notevole di insediamenti costieri, in particolare presso le foci dei fiumi. Gli insediamenti più distanti erano raggiungibili attraverso un'elaborata serie di collegamenti via mare. Dal momento che la via più facile e meno costosa per coprire lunghe distanze era quella di viaggiare in nave, il commercio internazionale pose da subito al centro delle nuove proposte il Mondo Atlantico, coi suoi centri principali a Londra, Amsterdam, Boston e l'Avana. Il tempo era un fattore importante dal momento che una nave poteva percorrere sino a due nodi al giorni (poco più di 80 chilometri al giorno). I navigatori si servivano di mappe ancora approssimative, ma ottime per navigare su lunghe distanze. Queste mappe non erano disegnate col solo proposito della navigazione, ma erano anche un modo per gli statisti per rendersi conto delle terre presenti in un dato territorio (specie se vasto come l'oceano), contribuendo così a creare un desiderio di trovare nuove strade e nuove terre con le esplorazioni. Uno dei più grandi obbiettivi per secoli fu il riuscire a trovare il Passaggio a nord ovest (attraversando l'odierno Canada) per giungere dall'Europa all'Asia.

## L'origine del concetto
Dopo i primi viaggi di Cristoforo Colombo, si era aperta la via verso il Nuovo Mondo che mise in collegamento le coste africane occidentali e le Americhe sottoposte al dominio degli imperi spagnolo e portoghese che vennero definiti nei loro confini col Trattato di Tordesillas. La costa africana occidentale giocò un ruolo particolare nella tratta degli schiavi utilizzati per il lavoro nelle colonie. Ne emerse quindi un elaborato sistema economico, geopolitico e culturale di scambio (un "Mondo Atlantico" comparabile al "Mondo Mediterraneo") che univa nazioni e popoli che abitavano parti tra loro molto distanti come il Nord, il Sud America, l'Africa e l'Europa occidentale.
Gli imperi principali che contribuirono a costruire questo mondo atlantico furono indubbiamente gli inglesi, i francesi, gli spagnoli
, i portoghesi e gli olandesi; gli imprenditori statunitensi giocarono un ruolo rilevante solo dopo il 1789. Altri paesi come Svezia e Danimarca furono attivi solo su scala ridotta.

## Storia ambientale
L'inizio di estesi contatti tra Europa, Africa e le Americhe portarono a numerose implicazioni ambientali e demografiche nelle regioni interessate da questo colonialismo. Nel processo noto come Scambio colombiano numerose piante, animali e malattie vennero trapiantate (deliberatamente o inavvertitamente) da un continente all'altro. L'impatto epidemiologico di questo scambio sulle popolazioni indigene delle Americhe fu profondo, causando l'aumento della mortalità ed il declino della popolazione in molti casi dal 50% al 90% o persino al 100%. Gli immigrati europei e africani conobbero anch'essi una mortalità molto alta al loro arrivo, ma vennero sempre rimpiazzati da nuove ondate di immigrazione. Molti cibi che oggi divenuti comuni nell'attuale Europa come il mais e le patate, erano originarie del Nuovo Mondo ed erano sconosciute in Europa prima del XVI secolo. Similmente, alcune colture dell'attuale Africa occidentale come la cassava o le arachidi, sono in realtà state importate dal Nuovo Mondo. Alcune colture dell'America Latina come ad esempio il caffè o la canna da zucchero vennero introdotte dagli europei.

## Schiavitù ed altri sistemi di lavoro
La tratta degli schiavi ebbe un ruolo rilevante nella storia del mondo atlantico sin dall'inizio. Quando le potenze europee iniziarono a conquistare ed a reclamare territori sempre più vasti nelle Americhe nel corso del XV e XVI secolo, il ruolo degli schiavi e di altre forme di lavoro iniziarono a prendere forma nel mondo atlantico. Le potenze europee utilizzavano i loro vasti possedimenti per l'agricoltura, per l'estrazione mineraria e per altre industrie estrattive, ma mancavano della necessaria forza lavoro per sfruttare attivamente le risorse locali. Di conseguenza si dedicarono alla ricerca di schiavi per venire incontro ai loro bisogni. In un primo momento si pensò di utilizzare i nativi locali col sistema spagnolo dell'encomienda. Gli indiani però preferivano morire di fame piuttosto che divenire schiavi e pertanto i proprietari delle piantagioni si rivolsero agli schiavi africani aprendo la tratta degli schiavi dall'Africa verso l'America.
La tratta transatlantica degli schiavi ebbe un ruolo importantissimo nel modellare la demografia delle Americhe, in particolare nelle aree delle piantagioni più grandi come nel Sud America o nei Caraibi. Quasi tre quarti degli immigrati nelle Americhe prima del 1820 erano africani e più della metà di questi provenivano dall'Africa occidentale o centrale. In brasile, la popolazione africana era ancora più alta, con un rapporto tra schiavi africani e immigrati portoghesi di 7 a 1. Per questa grande popolazione di africani, non sorprende che la cultura di queste regioni sia stata fortemente influenzata da quella africana. Nel primo periodo coloniale, vi era un'altissima prevalenza di pratiche religiose spirituali africane. Presumibilmente queste pratiche erano il punto di connessione e d'identità degli schiavi africani della medesima origine. Gli africani continuarono similmente a mantenere delle strutture culturali come nella loro patria d'origine. In molti casi, le autorità europee vedevano queste pratiche spirituali tipiche delle società africane come socialmente inaccettabili, moralmente corrotte o addirittura eretiche. Questo portò gradualmente alla scomparsa o meglio alla modificazione di queste pratiche religiose. Ad esempio la pratica di consultare un kilundu, uno spirito tipico della cultura angolana, era visto come una pratica omosessuale dalle autorità portoghesi, un chiaro esempio di eurocentrismo nelle società coloniali, dal momento che le idee religiose europee spesso erano culturalmente molto differenti da quelle africane. Sfortunatamente manca completamente una documentazione scritta sul punto di vista degli africani a questo proposito e pertanto tutte le informazioni che provengono relativamente a questo periodo sono quelle derivate dalle società coloniali i cui soggetti spesso davano interpretazioni trans-culturali errate, omettevano dei fatti, ecc. Mantenere l'integrità di una pratica culturale era quindi difficile dal momento che le tendenze degli europei erano proprio quelle di centralizzare le culture piuttosto che riconoscere quelle individualmente presenti. Alcune di queste pratiche come il Kilundu, portate nella società brasiliana, sono divenute una danza chiamata "Lundu" che comprende dei tratti dell'originaria tradizione africana.
L'immigrazione verso il Mondo Atlantico variava considerevolmente per regione, nazionalità e periodo. Molte nazioni europee, in particolare i Paesi Bassi e la Francia, inviarono solo poche centinaia di immigrati volontari nelle colonie. Nel territorio della Nuova Francia divennero rapidamente 15.000. Nei Nuovi Paesi Bassi, gli olandesi iniziarono a reclutare immigrati di altre nazionalità. Nel New England, la massiccia migrazione di puritani nella prima metà del XVI secolo creò una grande forza lavoro libera che ovviò la necessità di utilizzare gli schiavi su vasta scala. Non a caso la vita coloniale nel New England era organizzata sulla base di fattorie individuali che richiedevano unicamente il lavoro famigliare, al contrario delle piantagioni del sud.
La colonia francese di Santo Domingo fu una delle prime giurisdizioni americane a porre fine alla schiavitù nel 1794. Il Brasile fu l'ultima potenza dell'emisfero occidentale a porre fine a questa pratica nel 1888.

## La gestione
I conquistadores spagnoli conquistarono l'impero azteco nell'attuale Messico e quello inca nell'attuale Perù con facilità, aiutati in questo dalla presenza di cavalli, armi da fuoco e soprattutto dalla devastante mortalità apportata dal vaiolo che giunse dall'Europa con loro. Dopo le conquiste la principale emergenza fu di creare una gestione di governo locale da parte degli spagnoli, dal momento che questi imperi nativi avevano già creato un sistema di strade, una burocrazia di stato ed un sistema di tassazione e di agricoltura intensiva che in molti casi adottarono poi anche gli spagnoli in loco. I primi conquistatori spagnoli di questi imperi vennero aiutati anche dall'instabilità politica e dai conflitti interni tra aztechi e inca.
Uno dei problemi più pressanti per gli europei nel Nuovo Mondo fu quello di stabilire un governo stabile su aree spesso molto vaste. La Spagna, che colonizzò Messico, America Centrale e gran parte del Sud America, istituì una rete di potenti vicereami per amministrare le differenti regioni del Nuovo Mondo che divennero parte del loro impero: il Vicereame della Nuova Spagna (1535), il Vicereame del Perù (1542), il Vicereame della Nuova Granada (1717/1739), ed il Vicereame del Río de la Plata (1776). Il risultato fu un governo forte che divenne ancora più forte con le riforme dei Borboni nel XVIII secolo.
La Gran Bretagna si approcciò al problema della gestione dei propri territori nel Nuovo Mondo in modo meno centralizzato, stabilendo venti distretti coloniali nel Nord America e nei Caraibi dal 1585 in poi. Ciascuna colonia britannica aveva un proprio governatore ed una propria assemblea governativa. Le Tredici colonie nordamericane svilupparono un sistema di autogoverno di tipo democratico. Solitamente erano solo i proprietari terrieri ad avere diritto di voto ma dal momento che ogni uomo libero era autorizzato a possedere della terra, praticamente la maggioranza della popolazione aveva il diritto di votare. Fu il clima di tensione tra le colonie e la madrepatria, per la continua richiesta di tasse da parte di quest'ultima, a far scoppiare la Rivoluzione Americana negli anni '70 del Settecento.

## Le rivoluzioni atlantiche
Un'ondata di rivoluzioni scioccò il mondo atlantico dagli anni '70 del XVIII Secolo agli anni '20 del XIX secolo, tra cui quella degli Stati Uniti (1775–1783), quella francese e degli stati coloniali controllati dalla Francia stessa (1789–1814), quella di Haiti (1791–1804) e quella dell'America spagnola (1810–1825). Vi furono sconvolgimenti minori per queste cause anche in Svizzera, Russia e Brasile. I rivoluzionari di ciascun paese sapevano che altri avrebbero cercato di seguirli o emularli.
I movimenti indipendentisti nel Nuovo Mondo iniziarono con la Rivoluzione Americana del 1775-1783, nei quali Francia, Paesi Bassi e Spagna assistettero i nuovi Stati Uniti d'America ad assicurarsi l'indipendenza dalla Gran Bretagna. Negli anni '90 del Settecento la Rivoluzione haitiana scoppiò con vaste uccisioni su larga scala. Con la Spagna coinvolta nelle guerre in Europa, molte delle colonie spagnole riuscirono ad assicurarsi l'indipendenza attorno al 1820.
In una prospettiva a lungo termine, tutte queste rivoluzioni ebbero effetti positivi. Queste consentirono di diffondere gli ideali del repubblicanesimo, detronizzando le aristocrazie, i re ed i poteri costituiti delle chiese. Enfatizzarono gli ideali universali dell'Illuminismo come ad esempio il tema dell'uguaglianza tra tutti gli uomini. Questo tema enfatizzò nel contempo un nuovo e più oggettivo concetto di giustizia basato sul rispetto delle leggi, opponendosi in particolare a quella giustizia amministrata dai nobili locali. Venne dimostrato che la moderna nozione di rivoluzione era quella di dar vita ad un nuovo governo radicalmente diverso.

## Un concetto storico
Lo storico Bernard Bailyn ha delineato il concetto di Mondo Atlantico in un editoriale pubblicato dal giornalista Walter Lippmann nel 1917. L'alleanza degli Stati Uniti e della Gran Bretagna nel corso della Seconda Guerra Mondiale, come pure la successiva creazione della NATO, ha ricondotto gli storici a pensare ancora alle interazioni base del Mondo Atlantico.
Nelle università americane ed inglesi, la storia del mondo atlantico ha col tempo soppiantato lo studio di quella che un tempo era nota come storia coloniale delle Americhe. La storia atlantica differisce dall'approccio tradizionale alla storia della colonizzazione nelle comparazioni interregionali e internazionali tra gli eventi nazionali dei singoli paesi in essa coinvolti. La storia del mondo atlantico pone inoltre l'attenzione sul modo in cui la colonizzazione delle Americhe abbia rimodellato l'Africa e l'Europa partendo dalle rispettive società.